# Slagruta
För fotbollsleken, se volleykick.

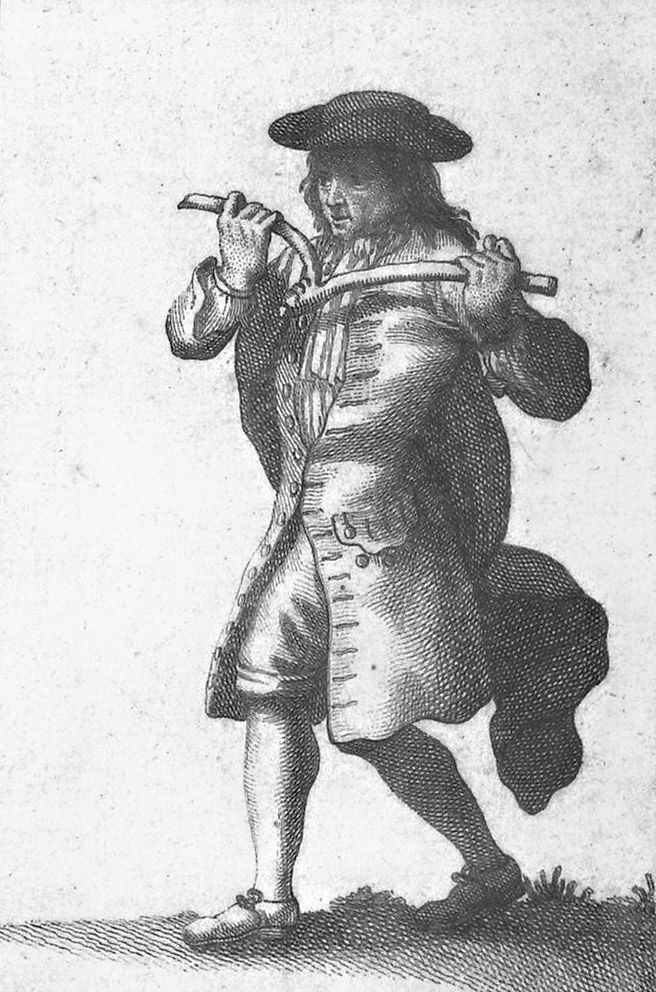
En bild från 1700-talet på en man som använder slagruta.

Slagruta är ett pseudovetenskapligt redskap som används inom spådomskonsten i syfte att hitta till exempel vattenkällor, ädelstenar och malmer, försvunna personer, eller fornlämningar. Redskapet, som inte har någon bevisad effekt, består oftast av en böjlig träklyka eller två L-formade handtag (så kallade vinkelpekare) eller ibland en pendel, sveps över ett område jord och påstås reagera när användaren närmar sig ett fynd. Slagrutor har testats under kontrollerade förhållanden vid flera tillfällen, men då har resultatet endast blivit lika bra som slumpen.
Förmågan att hitta vatten med slagruta kan kallas bletonism, uppkallat efter fransmannen Barthélemy Bleton som var en uppmärksammad slagruteanvändare på 1700-talet.

## Vetenskapliga studier
Ett stort antal försök i forskningen har lett till att man måste dra slutsatsen att användandet av slagrutor är att betrakta som pseudovetenskap. Flera studier visar också att slagruteanvändarens förväntningar styr slagrutans utslag.
1982 genomförde Leif Engh vid den naturgeografiska institutionen vid Lunds universitet en undersökning om vattenletning med olika metoder. Området som undersöktes var Lummelundgrottorna på Gotland, som karterats av Engh och där det underjordiska rinnande vattnet finns på väl avgränsade områden.
De använda metoderna var dels fysikaliska (slingram, VLF och georadar), dels 30 personer som sökte med slagruta. Enligt rapporten hade en tredjedel av slagrutegångarna statistiskt signifikanta resultat, och slagrutan angavs som den mest effektiva av de testade metoderna. Undersökningen har dock kritiserats för att inte vara dubbelblind. På grund av fel i de medföljande kartorna, går det heller inte att avgöra var slagrutesökarna fick sina utslag i förhållande till de underjordiska gångarna.

## Påstådda förmågor

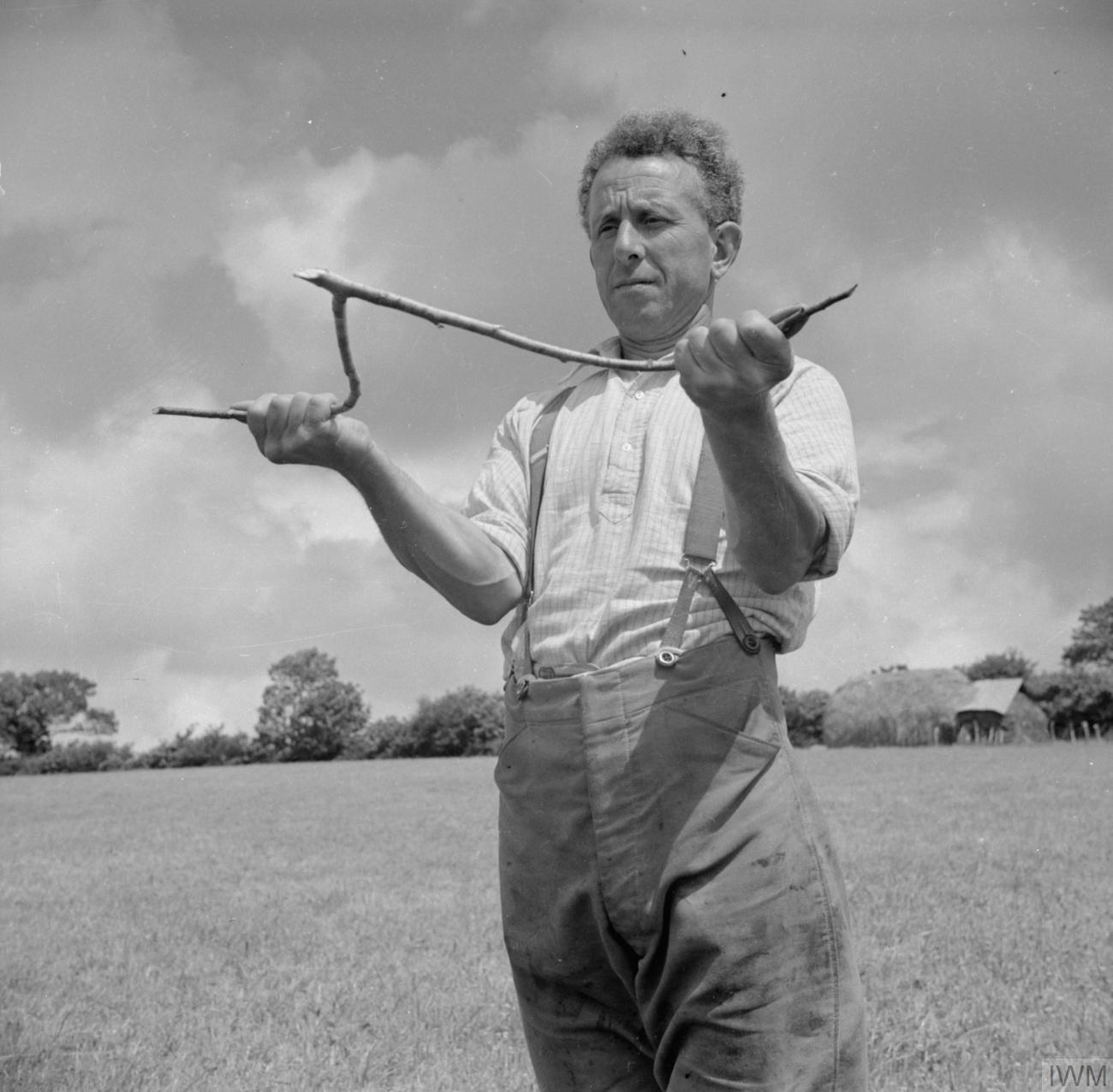
En man letar vatten med slagruta i England 1942.

De flesta som använder slagruta letar efter saker under jordytan och påstår att de kan hitta, till exempel, vattendrag. Några menar att de kan hitta stillastående vatten, olja, ädelmetaller, mineraler eller försvunna föremål. Användare anser ofta att de hittar rätt i över 90 % av fallen, men ingen har någonsin presterat bättre än slumpen under kontrollerade tester.
Vissa påstår sig också kunna hitta vatten eller mineraler genom att utföra proceduren på en karta. Liksom användning av slagruta i naturen, har denna sort inget stöd i vetenskapen, vilket gör att de flesta klassificerar användandet som pseudovetenskap. Vissa slagruteanvändare påstår att det rör sig om ESP (utomsinnlig varseblivning).
I Storbritannien används slagrutor för att hitta så kallade leylinjer.

## Historia
Slagrutor har historiskt sett använts främst i Europa och Nordamerika. Det äldsta belägget är från tysk bergmästarkonst från 1400-talet. Det tidigaste belägget för användandet av slagruta i Sverige är då adelsmannen Christer Horn 1595 letade skatter i Vadstena kloster. Martin Luther ansåg att användande av slagrutor för att hitta metaller var ett brott mot det första av tio guds bud. Under 1600-talet började man använda slagrutor för att finna vatten. De närmaste hundra åren var också slagrutans storhetstid då redskapet användes för att finna inte bara metaller och vatten utan även så vittskilda ting som mördare, brottslingar, otrogna kvinnor och drunknade personer.
Slagrutans var mindre populär under upplysningstiden men fick ett uppsving under 1800-talet.
Trots att slagrutor hör till pseudovetenskapen är dess popularitet stor i vissa kretsar. Till exempel finns Svenska Slagruteförbundet, bildat 1982, med cirka 800 medlemmar.

## Typer av slagrutor

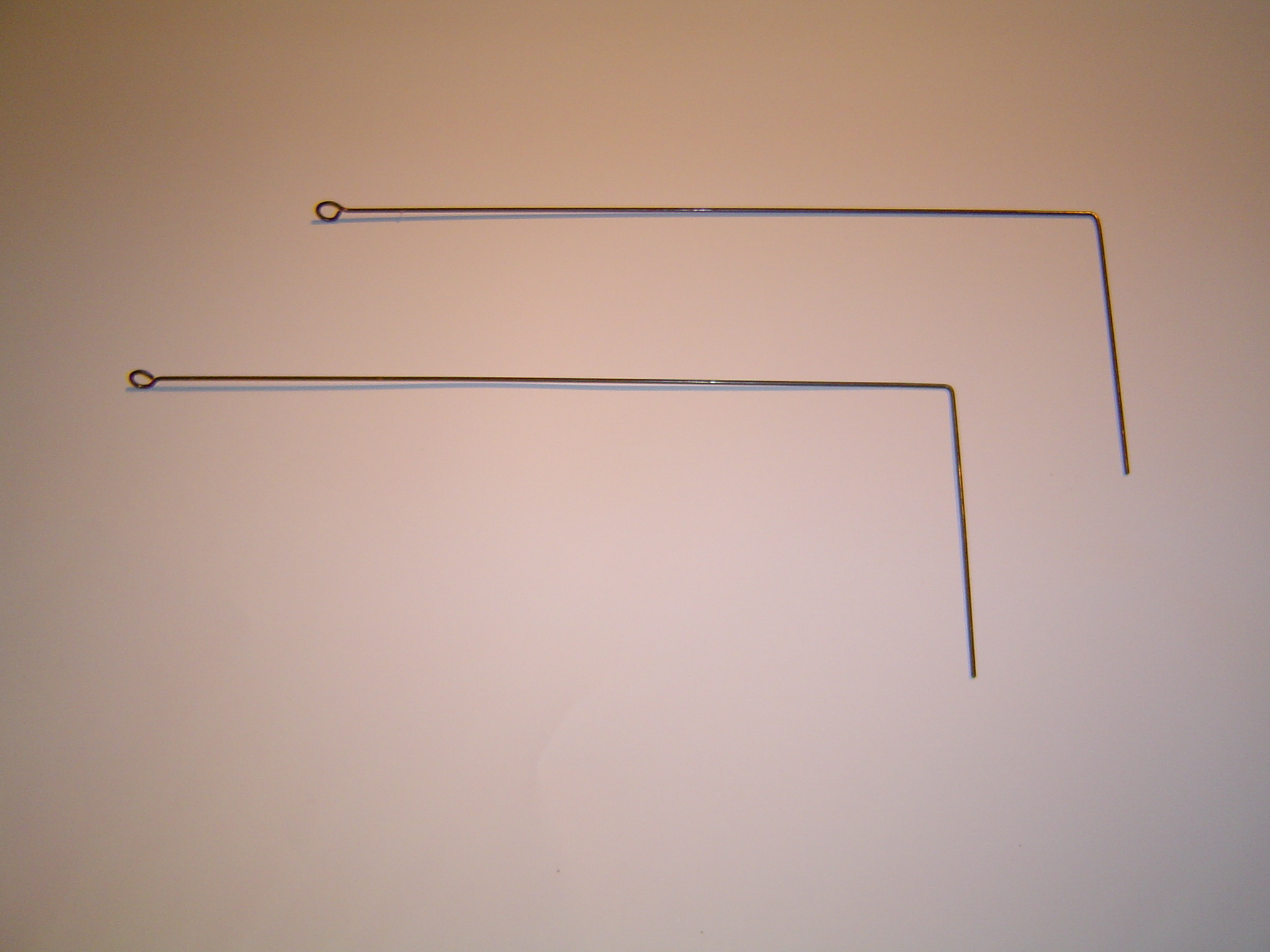
Vinkelpekare

- Y-klykan består av en grenklyka, gärna från ett fuktkrävande träslag så som al, gran eller björk. Detta är den traditionellt vanligaste slagrutan vid sökande efter vattenkällor eller ådror.[källa behövs]
- Vinkelpekaren görs av metalltråd. De har en 90 graders böj vid ungefär en fjärdedel av sin längd, den kortare delen hålls i handen. Används för att hitta vattenådror eller magnetfält/jordstrålningslinjer samt fysiologiskt liknande fält kring kroppar så som aura eller liknande.[källa behövs]
- Pendeln består av en tyngd på ett snöre eller liknande.
- Rak järntråd har använts som indikation för dräktighet hos främst nötboskap, i dag en mer eller mindre bortglömd metod som liknar pendeln.[källa behövs]
- Diverse påstått högteknologiska apparater liknande slagrutor har saluförts som påstås kunna spåra bomber. Ett exempel är ADE651, som sålts i stora antal till Irak.[9][10]

## Populärkultur
Professor Kalkyl i Hergés serier om Tintin ses ofta med en slagrutependel.

### Skeptiker
- James Randi on Dowsing
- Australian Skeptics Divining Test
- The Skeptics Dictionary - Innehåller beskrivningar av olika tester..
- CSICOP - Misslyckandet av München-experimentet.
- ”Slagruta, on season 8, episode 2” (på engelska). Scientific American Frontiers. PBS. 1997–1998. Arkiverad från originalet den 2006. https://web.archive.org/web/20060000000000/http://www.pbs.org/saf/transcripts/transcript802.htm.

### Slagruteorganisationer
- SSF - Svenska slagruteförbundet
- ASD - American Society of Dowsers
- BSD - British Society of Dowsers
- CSD - Canadian Society of Dowsers